# 포드 프리펙트 (인물)
포드 프리펙트(Ford Prefect)는 영국 작가인 더글러스 애덤스가 지은 《은하수를 여행하는 히치하이커를 위한 안내서》에 나오는 가상의 등장인물이다. 그는 아서 덴트와 같이 《은하수를 여행하는 히치하이커를 위한 안내서》의 중심인물이고, 처음부터 끝까지 안내서에 등장한다. 그는 은하수를 여행하는 히치하이커를 위한 안내서의 이동 조사원이다.

## 포드 프리펙트에 관하여
포드는 보통의 지구인인 아서 덴트의 친한 친구이다. 아서 덴트는 그를 몇 년 동안 서리에 있는 길포드에서 온 일자리가 없는 배우인 줄 알고 있었다. 그러나 그는 베텔게우스 근방의 조그만 행성에서 온 외계인이고, 안내서에 넣을 자료를 찾기 위해서 지구에 왔다. 포드는 지구의 사회를 유심하게 관찰한 끝에 그의 이름을 그다지 두드러지지 않게 "포드 프리펙트"라고 지었다. 그러나 그 이름은 좀 튀는 이름이 되었는데, 포드 자동차가 영국에서 생산한 소형 자동차 이름이 "포드 프리펙트"였던 것이다. 이것은 영화에서 더 뚜렷하게 드러나게 되는데, 포드는 가까이서 달리고 있는 자동차에게 인사하려고 하였는데, 여기서 달리고 있는 자동차가 포드 프리펙트였다. 거기서 아서 덴트가 그를 구해주게 되는데, 그게 그와 한 쌍이 된 동기였다.
애덤스는 나중에 미국의 관중들이 프리펙트가 "퍼펙트"의 타자 실수라고 생각했다는 것을 발견하였다. 프랑스어 판에서느 포드의 이름이 "포드 에스코트"로 바뀌게 된다. 이 조크는 또한 많은 젊은 독자들에게는 안 먹혔는데, 포드 프리펙트가 자주 쓰이는 것에 대하여 낙담했기 때문이다. 영화에서는, 그의 마지막 이름이 스크린에 뜨지 않았는데, 그러나 여전히 프리펙트라는 사실을 추측할 수 있다.(이건 영화 크레딧에서 진실임을 증명하였다.).
포드는 원래 지구에 1주일간 머물 계획이었으나, 15년 동안 지구에 잡혀 있게 되었다가, 첫 번째 에피소드에서 보곤 건설 함대가 나타날 때, 아서 덴트와 같이 탈출하게 된다. 독자/청자/시청자에게 포드는 아서 그 자신이 찾은 괴괴망측한 우주에 대한 설명의 근원이다. 예를 들어서 타올의 중요성에 대한 것과, 끈적끈적한 바벨 피쉬를 귀에다 집어넣는 것과, 왜 우주에서 최고의 요리사가 나쁜 음식이 있는 보곤 우주선에서 있느냐라는 점을 설명해 준다. 본질적으로, 그러나 그의 개인적인 임무는 끝내주는 술이 있는 좋은 파티를 찾는 것이다.
소설에서는 우리는 포드의 원래 이름이 "세상에 알려지지 않는 베텔게우스 방언"으로 이뤄져 있다고 한다. 은하기 03758년에 일어난 대 흐룽 붕괴로 인해서, 베텔게우스 7행성에서 포드 프리펙트의 아버지만 간신히 살아남아서, 다른 행성에서 포드를 가져, 포드의 이름을 사라진 옛언어로 지었다. 포드는 그의 원래 이름을 영 제대로 발음하지 못하자, 포드의 아버지는 수치심 때문에 죽어버렸다. 학교에서 그는 "익스"라는 별명을 가졌는데 이 별명의 뜻은 "흐룽이란 것에 대해 만족할 만하게 설명을 못하는, 왜 그게 베텔게우스 7행성에서 일어 났는지 설명을 못하는 아이"라는 뜻이다.
모든 것에도 불구하고, 그의 반쪽 사촌인, 자포드 비블브록스는 그를 다시 만났을 때 포드라고 부른다. (영화판을 제외하고 모든 버전에서 자포드가 그를 소개할 때 "여긴 내 반쪽 사촌인 익스.... 실례 포드"라고 말한다. 더글러스 애덤스는 그것에 대하여 정확하게 지적했는데, 지구를 방문하기 이전에, 포드는 시간을 돌아가서 출생시에 포드 프리펙트라고 그의 이름을 바꾼 것이다. 그러므로 그는 항상 포드라고 불리는 것이다.
라디오 시리즈와 그 후속 LP판에서 제프리 맥 기번이 포드 역할을 하였고, 텔레비전 시리즈에서는 데이비드 딕슨이, 극장용 영화에서는 모스 데프가 그를 연기했다.